# Pyramide de Khoui
La pyramide de Khoui est située à Dara en Moyenne-Égypte. Elle est attribuée à Khoui, un souverain de la VIIIe dynastie. D'une base rectangulaire de près de 146 × 136 mètres de côté, il ne reste plus de cette imposante sépulture qu'un monticule de débris et de sable de quatre mètres de hauteur. La forme originelle du monument est toujours sujette à discussion. En effet, il est communément admis que ce fut une pyramide bien qu'il put en fait s'agir d'un mastaba. Une longue descenderie permet toujours d'accéder à ce qui fut la chambre funéraire, située sous le centre du monument. Rien ne permet d'affirmer que le souverain fut bien enterré dans ce tombeau.

## Histoire de la recherche
La pyramide en ruine a été mentionnée pour la première fois dans un article des Annales du service des antiquités de l'Égypte de 1912 par l'égyptologue égyptien Ahmed Kamal. Plus tard, entre 1946 et 1948, le complexe a été exploré par Raymond Weill. En raison à la fois de l'état de ruine de la structure et de l'architecture atypique du bâtiment, Kamal pensait qu'il s'agissait d'un énorme mastaba alors que Weill pensait que c'était une pyramide. Aujourd'hui encore, malgré le fait que le bâtiment soit communément considéré comme une pyramide - et peut-être une pyramide à degrés - il n'est pas possible de déterminer avec certitude de quel type de tombe il s'agissait, et on ne peut exclure qu'il s'agissait bien d'un mastaba,.

## Attribution

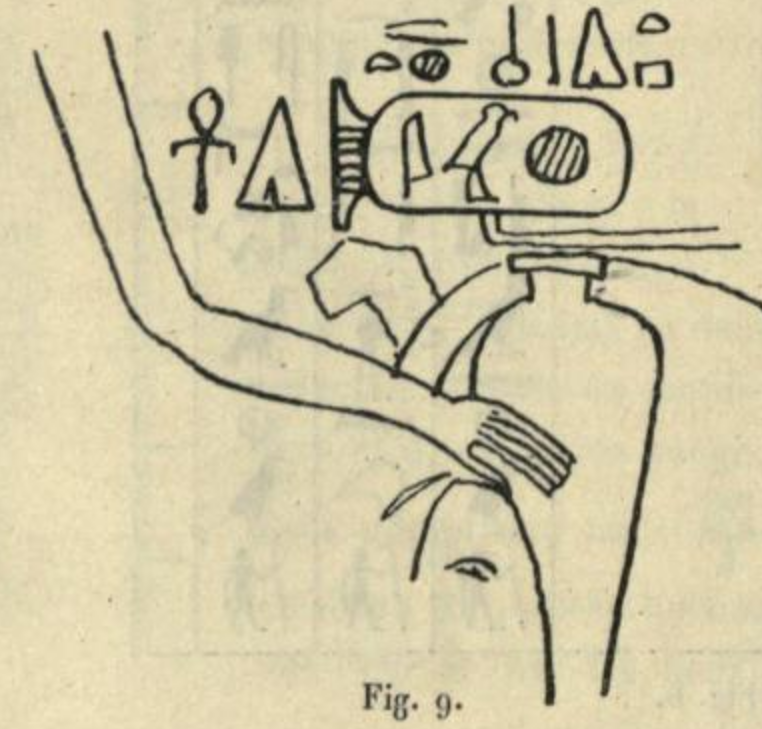
Cartouche de Khoui

Aucun nom du propriétaire n'a été trouvé sur le site de la pyramide, mais les fouilles d'une tombe située immédiatement au sud de du monument ont permis de découvrir un bloc de pierre avec un relief portant le cartouche ḫwj , c'est-à-dire Khoui, le nom de Sa-Rê d'un roi jusqu'alors inconnu.
Le bloc pourrait provenir du temple mortuaire du complexe de la pyramide, dont des traces ont pu être découvertes au nord de la pyramide. Cependant, l'identification de Khoui comme propriétaire du complexe, bien que communément acceptée, n'est toujours pas prouvée.

## Complexe funéraire

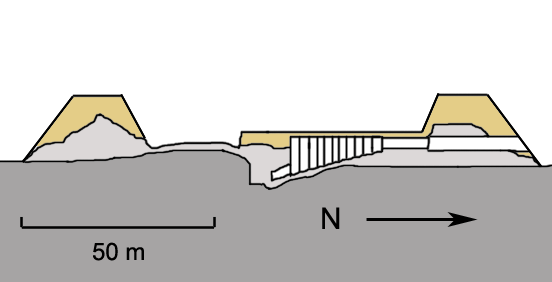
Section du bâtiment : les murs préservés (gris clair, hauteur maximale de quatre mètres) et une reconstitution hypothétique (marron clair)

### Superstructure
Les vestiges de la structure actuelle ressemblent à la première marche d'une pyramide à degrés ; cependant, comme indiqué ci-dessus, il reste impossible d'affirmer que la structure était une pyramide. En outre, il n'est pas clair si la structure a été achevée ou non.
Le plan au sol de la structure principale est rectangulaire et mesure 146 × 136 m. Les murs en briques crues de la pyramide sont inclinés vers l'intérieur et ont une épaisseur maximale de 35 m. Cette grande coquille, dont les coins sont arrondis avec un rayon de courbure de 23 m, entoure un espace intérieur vide qui a probablement été rempli par du sable et du gravier,.
Compte tenu de ces valeurs, si le bâtiment était vraiment une pyramide à degrés, il aurait eu une base plus grande que celle de la célèbre pyramide à degrés  de Djéser, tandis que dans le cas d'un mastaba, il aurait dépassé en taille le déjà considérable mastaba de Chepseskaf.

### Infrastructure
Depuis la face nord de la structure, un couloir horizontal, dont l'entrée se trouve au niveau du sol, mène directement au centre de la structure. Le couloir se poursuit ensuite jusqu'à une galerie descendante, bordée de calcaire, surmontée de onze arcs et renforcée par des pilastres. La galerie mène enfin à la chambre funéraire, placée au centre de la base du bâtiment.
La chambre funéraire rectangulaire est située à 8,8 m sous le niveau du sol et mesure 3,5 × 7 m. Ses murs sont faits de blocs de calcaire grossièrement travaillés, vraisemblablement prélevés dans une nécropole voisine plus ancienne de la VIe dynastie. L'hypogée a été trouvé complètement vide lors des fouilles et a certainement été violé et presque détruit dans l'Antiquité. Par conséquent, il est impossible de dire si quelqu'un a effectivement été enterré ici. La structure de la chambre funéraire présente de nombreuses similitudes avec celle du Mastaba K1 de Beit Khallaf, datant de la IIIe dynastie.

### Temple funéraire
Sur le côté nord de la structure principale, on a trouvé les restes d'un bâtiment en ruine, qui pourrait appartenir à un temple mortuaire faisant à l'origine partie du complexe de la pyramide. Cependant, les vestiges ne sont pas suffisants pour obtenir une reconstruction fiable du temple. Des vestiges d'une partie d'un mur d'enceinte en briques de terre crue ont également été trouvés, mais ils se trouvent dans une zone qui se trouve maintenant sous le village moderne de Dara.